# ボエーム
『ボエーム』（Bohème）は、1800年代初期にアンリ・ミュルジェール（1822年 - 1861年）の一連の雑誌記事で初めて登場し、たびたび翻案された物語である。これらの記事は1849年に『ボヘミアン生活』として戯曲化、その後小説『ボヘミアン生活の情景』 (fr:Scènes de la vie de bohème) として1851年にパリで出版された。また、いくつかのオペラにも翻案され、なかでもプッチーニの作品が有名である。
オペラではロドルフとミミの恋物語を中心に話が展開されるが、原作のタイトルで「情景 scènes」が複数形となっていることからも分かるとおり、ミュルジェールの小説はボヘミアンたちの生活のさまざまな場面を筋書きなしに集めたものである。ミュルジェール自身、第一章の終わりで、これは一本の小説ではなく題名の示すとおり無秩序な集まりである、この無秩序こそボヘミアン生活に不可欠なのだ、と断っている。したがって、ミュルジェールの小説に『ラ・ボエーム』という邦題を当てるのは正確でない。

## 概要
物語にはフランスのボヘミアン芸術家一派のグループが登場する。彼らは貧しく女性の仲間のなかには娼婦をしているものもいる。このため、結核を患う登場人物の一人がロマンティックな恋愛と、病気回復の折り合いをつけねばならなくなり、込み入った状況を生じさせることとなる。
1996年初演のミュージカル『レント』はプッチーニの『ラ・ボエーム』を下敷きにしているほか、映画『ムーラン・ルージュ』（2001年）もまた、このあらすじに基づいている。この映画のバズ・ラーマン監督は、これに先立ちオーストラリアで『ラ・ボエーム』を演出していたが、時代設定を1950年代末のパリに設定したこの演出は評判を呼び、2002年にはブロードウェイでも公開された。

## 訳書
- 『ラ・ボエーム』辻村永樹訳、光文社古典新訳文庫、2019年

## 『ボエーム』、あるいは「死にゆく娼婦」を題材とした作品
- 『ボヘミアン生活』 - 表題作を基とした戯曲（1848年）
- 『椿姫』 - アレクサンドル・デュマ・フィス（1848年）
- 『椿姫』 - ジュゼッペ・ヴェルディのオペラ（1853年）
- 『ラ・ボエーム』 - ジャコモ・プッチーニのオペラ（1896年）
- 『ラ・ボエーム』 - ルッジェーロ・レオンカヴァッロのオペラ（1897年）
- 『椿姫』 - ジョージ・キューカー監督の映画（1936年）
- 『カミーユ』 - チャールズ・ラドラムによる演劇（1974年)
- 『ラヴィ・ド・ボエーム』 - アキ・カウリスマキ監督の映画（1992年）
- 『レント』 - ジョナサン・ラーソンのミュージカル（1996年）
- 『ムーラン・ルージュ』 - バズ・ラーマン監督の映画（2001年）